# Hustyrannen
Hustyrannen (tysk: Die Faust des Riesen) er en tysk stumfilm fra 1917 af Rudolf Biebrach.

## Medvirkende
- Henny Porten som Martina von Brake.
- Eduard von Winterstein som Diether von Brake.
- Johannes Riemann som Leutnant Wend von Brake.
- Anna Elisabeth Weihrauch som Hella.
- Herr Kaufmann som Malte von Malchow.